# Малікійський мазгаб
Малікійський мазгаб, Малікіти (араб. مالكي) — одна з чотирьох правових шкіл у сучасному ортодоксальному  сунітському ісламі, названа за іменем засновника Маліка ібн Анаса (713—795). Малікізм виник у Медині, швидко поширився в Аравії, потім у Єгипті, Північній Африці й мусульманській Іспанії. Сьогодні поширений у Північній Африці, Кувейті та Бахрейні.

## Особливості Малікійського мазгабу
Основні джерела:
- Коран — видаючи правові приписи Малік ібн Анас, передовсім, керувався очевидними і недвозначними аятами Корану
- Сунна не підлягає ніякій інтерпретації стосовно тих гадисів, що належать сподвижникам Мухаммеда — мединцям, тобто лише їх свідчення малікіти визнають цілком достовірними
- «Діяння мединців». Ще одним джерелом для винесення правових рішень Малік ібн Анас вважав «діяння мединців», тобто усталену після пророка в середовищі населення Медини традицію, якщо немає підстав піддавати її сумніву. Він вважав це джерело надійнішим за гадиси, що передавалися одною людиною (агад). Послідовник Маліка ібн Анаса — Рабіа ібн Абу Абд ар-Рагман, вважав, що «інформація передана тисячами людей тисячам своїх нащадків, вірогідніша за інформацію, що передана однією людиною одній людині»
- Фетви сподвижників. Малік ібн Анас вважав надзвичайно важливим враховувати правові приписи (фетви) сподвижників пророка. Наприклад він видав фетву про деякі обов’язкові аспекти хаджу на основі фетв сподвижників, відкинувши при цьому єдиний гадис від пророка Мухаммеда. Тут Малік ібн Анас підходив до проблеми виходячи з того, що правилам здійснення хаджу і його обрядовості сподвижники вчились у самого пророка і не однократно бачили як він це робить. Тому за логікою виходило, що приймати їх практику здійснення хаджу є доцільніше, аніж посилатися на хадис від пророка, переданий лише однією людиною.
- Кияс (судження за аналогією), істіслах. Ці категорії іджтигаду також визнавались Маліком ібн Анасом. Та істігсан (перевага) він розумів по-своєму, вважаючи, що якщо з якоїсь проблеми немає ясності (насс) в Одкровенні, то необхідно застосувати адекватніше у даній ситуації вирішення проблеми, незалежно від того, чи існує можливість кіясу (судження за аналогією) чи немає. Цей метод він назвав істіслахом. Справа у тому, що судження за аналогією часто могло призвести до сумнівних висновків. Тому Малік ібн Анас у більшості випадків віддавав перевагу істіслаху
- Садду аз-Зарайі. Це якась дія чи річ, яка з великою долею ймовірності може призвести до гріха, або завдати якоїсь шкоди. Згідно зі вченням Маліка ібн Анаса, те, що може привести до гріха — заборонене, а те, що веде до добра — заохочується

Основні принципи малікійського мазгабу закладені у зведенні Маліка ібн Анаса «аль-Муватта» та в коментарях до нього, а також у пізніших творах, найвідомішими з яких є «аль-Каванін аль-фікгія фі талхіс аль-мазгаб аль-малікія» Абу аль-Касима ібн Джаззі (†1340—41 р.) і «аль-Мухтасар», складеному Сіді Халілем (†1365—66 р.)

## Поширення Малікійського мазгабу

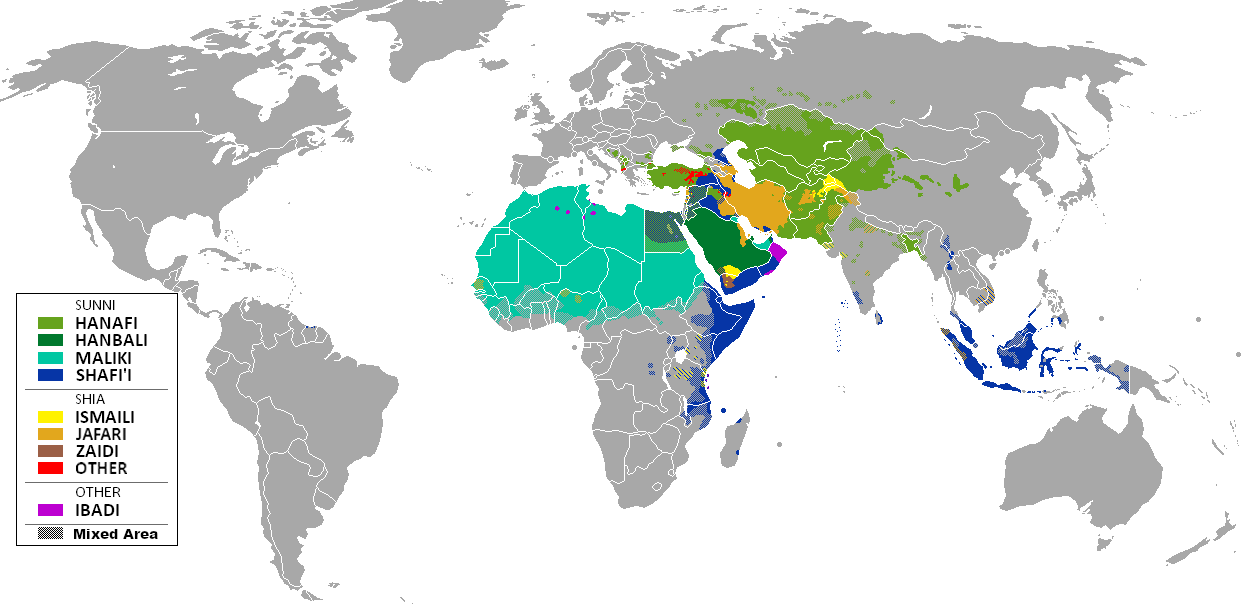
Поширення мазгабів у сучасному світі

Малікізм поширився у багатьох країнах. Серед послідовників малікізму був і такий видатний мусульманський філософ як Ібн Рушд, який узгіднив принципи ісламського світогляду зі вченням Арістотеля.
 
Та у самій Медині і Хіджразі цей мазгаб не набув популярності. Він поширився у Єгипті, та пізніше там посилились позиції шафіїзму. В Північній Африці малікізм також знайшов своїх численних послідовників. Попри те, що там на деякий час закріпились позиції ханафізму, малікійський мазгаб повернув там втрачені позиції і сьогодні є домінуючим у цьому регіоні. Малікізм також поширився у мусульманській Іспанії.
 
Малікізм набув популярності на заході мусульманського світу, тоді як на сході він практично не поширився. Це пояснюється тим, що більшість учнів Маліка ібн Анаса були родом із західних регіонів. Повернувшись на батьківщину, вони розвивали і поширювали положення цієї доктрини.
 
Сьогодні малікійський мазгаб є панівним у Марокко, Алжирі, Тунісі, Лівії, Кувейті та Бахрейні. Значні малікійські общини існують у Єгипті і Судані, певна кількість малікітів мешкає і в інших мусульманських державах